# Abies pindrow
Abies pindrow je jehličnatý strom z čeledi borovicovité, z rodu jedlí, původem z jižní a střední Asie.

## Synonyma
- Abies webbiana var. pindrow

## Popis
Stálezelený, jehličnatý a pomalu rostoucí strom, dorůstající výšky 60 m. Koruna úzce kuželovitá. Borka u mladých stromů hladká a šedá, u starších tlustá, rozbrázděná, šedohnědá. Pupeny kulovité. Letorosty žlutošedé. Jehlice 3-6 cm dlouhé a 1,5-2 mm široké, lesklé, tmavozelené. Samčí šištice 10-20 mm dlouhé, červenozelené. Šišky válcovité, 10-18 cm dlouhé a 6-7 cm široké, zpočátku purpurové, později hnědé. Semena kolem 10 mm dlouhá s 20 mm křídlem, dozrávají říjen-listopad.

## Příbuznost
Abies pindrow se vyskytuje ve dvou varietách:
- Abies pindrow var. brevifolia
- Abies pindrow var. intermedia

## Výskyt
Původní domovinou stromu je: Afghánistán, Pákistán, Nepál, Indie (stát Himáčalpradéš, stát Uttarpradéš, svazový stát Džammú a Kašmír).

## Ekologie
Vysokohorský strom vyskytující se v nadmořských výškách 2000-3700 m. Půdy, ve kterých strom roste, jsou lithozoly, optimální pH je kyselé či neutrální; potřebuje půdy s dostatkem vody. Klima studené a vlhké, monzunové, s dostatkem srážek, především ve formě sněhu. Mrazuvzdorný do minus 12 stupňů celsia. Strom upřednostňuje polostín, nesnáší znečištění ovzduší.

## Využití člověkem
Jedle Abies pindrow je důležitým zdrojem dřeva v Himálajích, používá se ve stavebnictví a také na výrobu beden na čaj.

## Ohrožení
Strom není ohrožen, stav jeho populace je stabilní.